# Урсоая (Каушанский район)
Урсоая (рум. Ursoaia) — село в Каушанском районе Молдавии. Относится к сёлам, не образующим коммуну.

## История
Первое документальное упоминание относится к 1767 году. Село расположилось в долине Урсоая (рум. Ursoaia — медведица), от которой и позаимствовало своё название.
В период османского владычества Урсоая входила в состав Бендерской райи. На территории села располагалась турецкая мечеть, позже преобразованная в православную церковь.
Позже история села была тесно связана с историей расположенного близ Бендер Ново-Нямецкого монастыря, больше известного как Кицканский монастырь.

## География
Село Урсоая расположено примерно в 7 км к северо-востоку от города Кэушень. Ближайший населённый пункт — село Танатары. В 3 км к югу от села Урсоая расположена железнодорожная станция Кэушень.
Высота населённого пункта 59 метров над уровнем моря.

## Население
По данным переписи населения 2004 года, в селе Урсоая проживает 2612 человек (1259 мужчин, 1353 женщины).
Этнический состав села:
| Национальность | Число жителей | Процентный состав |
| -------------- | ------------- | ----------------- |
| молдаване      | 2077          | 79,52             |
| румыны         | 499           | 19,1              |
| русские        | 19            | 0,73              |
| украинцы       | 12            | 0,46              |
| болгары        | 3             | 0,11              |
| прочие         | 2             | 0,08              |
| Всего          | 2612          | 100 %             |

## Покровская церковь
Покровская церковь была преобразована из турецкой мечети после присоединения Бессарабии к Российской Империи.
12 октября 1808 года священник села Марко Поповский писал экзарху Гавриилу:

Так как в селе Урсоае Бендерского уезда ощущается нужда в постройке церкви и так как в селе существует турецкая джемия, то я дерзнул представить Вашему Преосвященству, дабы, в виду очень больших затруднений, испытываемых народом из-за неимения церкви, или было дано благословение Вашего Преосвященства освятить сию джемию, — тем более, что люди обязались устроить на свой счет всё потребное внутри церкви, или же, в виду того, что уже свезено немного срубьев на постройку церкви, было бы дано благословение на построение новой, — Вашему же Преосвященству останется поминание.

Не имея ничего против, экзарх связался с председательствующим в диванах Молдавии и Валахии сенатором С. С. Кушниковым с просьбой оказать содействие. Сенатор также отнесся к идее с сочувствием, выдав предписание Дивану Молдавии «дабы строение мечети предоставлено было для изъяснённого в полное и беспрепятственное в отношение к перестройке распоряжение местного духовного управления».
После одобрения сверху, протопопу Стефану (Шамраевскому) было дано распоряжение о заложении церкви во именование Покрова Пресвятой Богородицы на месте «помянутого мечета».